# Civitella del Lago
Civitella del Lago is een plaats (frazione) in de Italiaanse gemeente Baschi.

## Geboren
- Annibale Bugnini (1912-1982), Lazarist en aartsbisschop